# 高橋昌明
髙橋 昌明（たかはし まさあき、1945年1月27日 - ）は、日本の歴史学者、神戸大学名誉教授。日本中世史専攻。

## 来歴
高知県高知市生まれ。1969年同志社大学大学院文学研究科修士課程修了。同志社高等学校教諭、滋賀大学教育学部教授、神戸大学大学院人文学研究科教授を歴任する。2002年「武士の成立 武士像の創出」で大阪大学より博士（文学）の学位を受ける。2008年定年退職、神戸大学名誉教授となる。
2007年、平氏政権を最初の武家政権とする論を発表し、「六波羅幕府」と呼び、上横手雅敬と論争になった。2011年8月5日、日本史研究会代表委員としての立場で、大阪府議会における「日の丸」常時掲揚・「君が代」斉唱時起立条例の強行可決に抗議する声明を連名で出した。

## 著作
- 『清盛以前 伊勢平氏の興隆』平凡社選書、1984年、平凡社ライブラリー、2011年。文理閣、2004年
- 『湖の国の中世史』平凡社、1987年、増補・中公文庫、2008年
- 『酒呑童子の誕生 もうひとつの日本文化』中公新書、1992年、中公文庫、2005年、定本・岩波現代文庫、2020年
- 『中世史の理論と方法 日本封建社会・身分制・社会史』校倉書房、1997年
- 『武士の成立武士像の創出』東京大学出版会、1999年
- 『歴史家の遠めがね・虫めがね』角川学芸ブックス 、2007年
- 『平清盛 福原の夢』講談社選書メチエ、2007年、増補・岩波現代文庫、2024年
- 『平家の群像　物語から史実へ』岩波新書、2009年
- 『平家と六波羅幕府』東京大学出版会、2013年
- 『京都 〈千年の都〉の歴史』岩波新書、2014年
- 『洛中洛外　京は“花の都”』文理閣、2015年
- 『東アジア武人政権の比較史的研究』校倉書房、2016年
- 『武士の日本史』岩波新書、2018年
- 『都鄙大乱　「源平合戦」の真実』岩波書店、2021年

### 編著
- 『院政期の内裏・大内裏と院御所』文理閣、2006年
- 『平清盛　王朝への挑戦』平凡社「別冊太陽 日本のこころ」、2011年
- 石母田正『平家物語　他六篇』岩波文庫、2022年。解説

## その他
- 大河ドラマ『平清盛』時代考証、2012年